# Escola d'Infermeres
L'Escola d'Infermeres va ser una escola universitària instal·lada en l'edifici major de l'Escola Industrial de Barcelona per a les classes teòriques, mentre les classes pràctiques eren donades en institucions hospitalàries i clíniques; segons un projecte aprovat per l'Assemblea de la Mancomunitat de Catalunya el 27 de novembre de 1917. Amb aquesta iniciativa la Mancomunitat mirava de guanyar terreny davant l'aparició d'altres estudis privats o religiosos.
La instrucció comprenia dos cursos de caràcter general, superats els quals les dones alumnes rebien un certificat i l'opció de continuar en branques especialitzades, com obstetrícia i puericultura o auxiliar de laboratori químic. Concretament, en el primer curs s'impartien els següents coneixements: nocions d'anatomia, fisiologia i patologia general humanes; servei de malalts; nocions d'administració hospitalària i coneixements generals d'infermeria; nocions de simptomatologia clínica, bromatologia, terapèutica i matèria mèdica; pràctiques de fisioteràpia; nocions de física i química; ètica professional; recapitulació i ampliació de coneixements primaris. I en el segon curs: nocions d'higiene i bacteriologia; ètica professional; ampliació de cultural general; pràctiques de serveis de medicina i cirurgia.
Entre 1919 i 1923 hi assistiren uns centenars d'alumnes, que reberen classes de sis professors i un auxiliar.